# Olivier Wieviorka

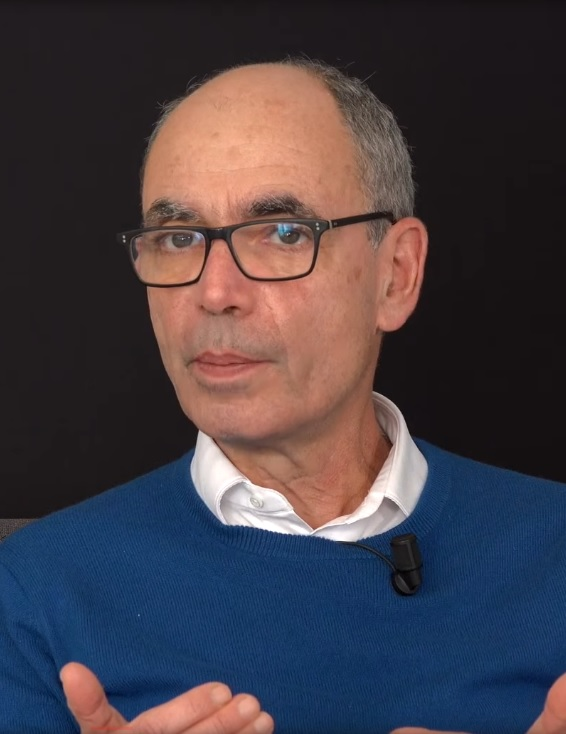
Olivier Wieviorka, 2013

Olivier Wieviorka (* 1960) ist ein französischer Historiker und ein Spezialist für den Zweiten Weltkrieg.

## Leben

### Familie
Olivier Wieviorka ist der Bruder von Annette Wieviorka, Sylvie Wieviorka und Michel Wieviorka.
Seine Großeltern väterlicherseits, polnische Juden, wurden während des Zweiten Weltkrieges in Nizza verhaftet und starben im KZ Auschwitz. Der Großvater, Wolf Wiewiorka, wurde am 10. März 1896 in Minsk geboren. Seine Großmutter, Rosa Wiewiorka, geb. Feldman, wurde am 10. August 1897 in Siedlce geboren. Ihre letzte Adresse in Nizza war 16 Rue Reine Jeanne. Sie wurden mit dem Konvoi Nr. 61 vom 28. Oktober 1943 aus dem Sammellager Drancy nach Auschwitz deportiert. Zuvor waren sie im Camp Beaune-la-Rolande festgehalten worden. Sein Vater, ein Flüchtling in der Schweiz, und seine Mutter, die Tochter eines Pariser Schneiders, die in Grenoble Zuflucht gesucht hatte, überlebten den Krieg.

### Studium
Er studierte an der École normale supérieure de Saint-Cloud (1980–1984), war Absolvent der Abteilung öffentlicher Dienst des Institut d’études politiques de Paris (1982) und erwarb die Agrégation d'histoire (1984) und das Diplôme d’études approfondies Histoire du XXe Siècle an der IEP Paris (1985). Er war Doktorand an der Universität Orléans (1985–1987) und Stipendiat der Fondation Thiers (1988–1992).
1992 wurde er an der Université Paris 1 Panthéon-Sorbonne unter der Leitung von Antoine Prost mit der Arbeit Destins d’un mouvement de résistance. Défense de la France promoviert. Seine Habilitation zum Thema Vichysme, attentisme, résistances (1940–1945) wurde unter Jean-Pierre Azéma im Jahr 1999 abgeschlossen.

### Universitätskarriere
Wieviorka ist als Historiker Spezialist für das 20. Jahrhundert, insbesondere während des Zweiten Weltkriegs und der französischen Widerstandsbewegung.
Maître de conférences an der Universität Valenciennes (1993–1996) und dann an der École normale supérieure Lettres et sciences humaines (1996–2000), war er auch Dozent am Institut d’études politiques de Paris (1989–2009).
Seit 2000 lehrt Wieviorka als Professor an der École normale supérieure Paris-Saclay. Zwischen Oktober 2011 und Oktober 2016 war er leitendes Mitglied des Institut universitaire de France. Er ist Herausgeber der Zeitschrift Vingtième Siècle. Revue d'histoire und war zwischen Juni 2004 und April 2014 Mitglied der Redaktion der Zeitschrift L'Histoire. Er arbeitet auch für die Beilage Livres der Zeitung Libération.

### Kontroverse
In seinem Buch Histoire du Débarquement en Normandie, Des origines à la libération de Paris schreibt er, dass kanadische Soldaten indischen Ursprungs die Gefangenen skalpiert hätten. Der kanadische Historiker Scott Sheffield, Professor an der University of the Fraser Valley in Abbotsford (British Columbia), ein Experte zu den Ureinwohnern der Canadian Army, widerlegt diese Behauptung: Ich sprach mit einer Reihe von Ureinwohnern und Nicht-Ureinwohnern. Ich habe jede Menge Bücher zu diesem Thema geschrieben und fast jedes Archivdokument durchsucht. Ich habe nie etwas darüber gelesen oder gehört.

## Schriften (Auswahl)
- mit Jean-Pierre Azéma: Les Libérations de la France. La Martinière, Paris 1993, ISBN 2-7324-2013-1.
- mit Vincent Milliot: Méthode pour le commentaire et la dissertation historiques. Nathan, Paris 1994, ISBN 2091905410. 
  - mit Vincent Milliot: Méthode pour le commentaire et la dissertation historiques. 2. Auflage, Colin, Paris 2005, ISBN 2200342438.
- Nous entrerons dans la carrière. De la Résistance à l’exercice du pouvoir. Seuil, Paris 1994, ISBN 2020156768.
- mit Hervé Drévillon: Histoire militaire de la France, Bd. 1: Des Mérovingiens au Second Empire. Ministère des Armées / Perrin, Paris 2018, ISBN 978-2-262-06482-2.

| Personendaten    | Personendaten            |
| ---------------- | ------------------------ |
| NAME             | Wieviorka, Olivier       |
| KURZBESCHREIBUNG | französischer Historiker |
| GEBURTSDATUM     | 1960                     |